# 貝依扎·阿勒哲
貝依扎·阿勒哲（土耳其語：Beyza Arıcı，1995年7月27日—），土耳其女子排球運動員，位置為中間手。現時效力於土超球隊澤仁體育女排俱樂部。
貝依扎在2017年開始成為土耳其國家女子排球隊一員。她代表土耳其在出戰2018年世界女排聯賽奪得銀牌。

## 獎項

### 國家隊
- 2018年世界女排聯賽： - 銀牌